# بیلی ورث
بیلی ورث (به انگلیسی: Billy Wirth) (زاده ۲۳ ژوئن ۱۹۶۲) بازیگر ، تهیه کننده آمریکایی است.
او همچنین در فیلم بدون پسران زندگی معنا ندارد و هفت دقیقه در بهشت بازی کرده است.